# Anna Luisa di Schönburg-Waldenburg
Anna Luisa di Schönburg-Waldenburg (Ottendorf-Okrilla, 19 febbraio 1871 – Sondershausen, 7 novembre 1951) è stata fino all'abdicazione del marito, il Günther Victor, e quindi fino alla fine della monarchia in Germania il 23 novembre 1918, principessa di Schwarzburg-Rudolstadt e fino al 25 novembre principessa di Schwarzburg-Sondershausen. Come fotografa di rilievo, ha documentato le turbolenze del suo tempo e conservato le preziose fotografie per le generazioni future. Dopo la seconda guerra mondiale, la principessa decise di vivere nella Repubblica Democratica Tedesca e rimase a Sondershausen fino alla sua morte.

## Biografia

### Infanzia e gioventù

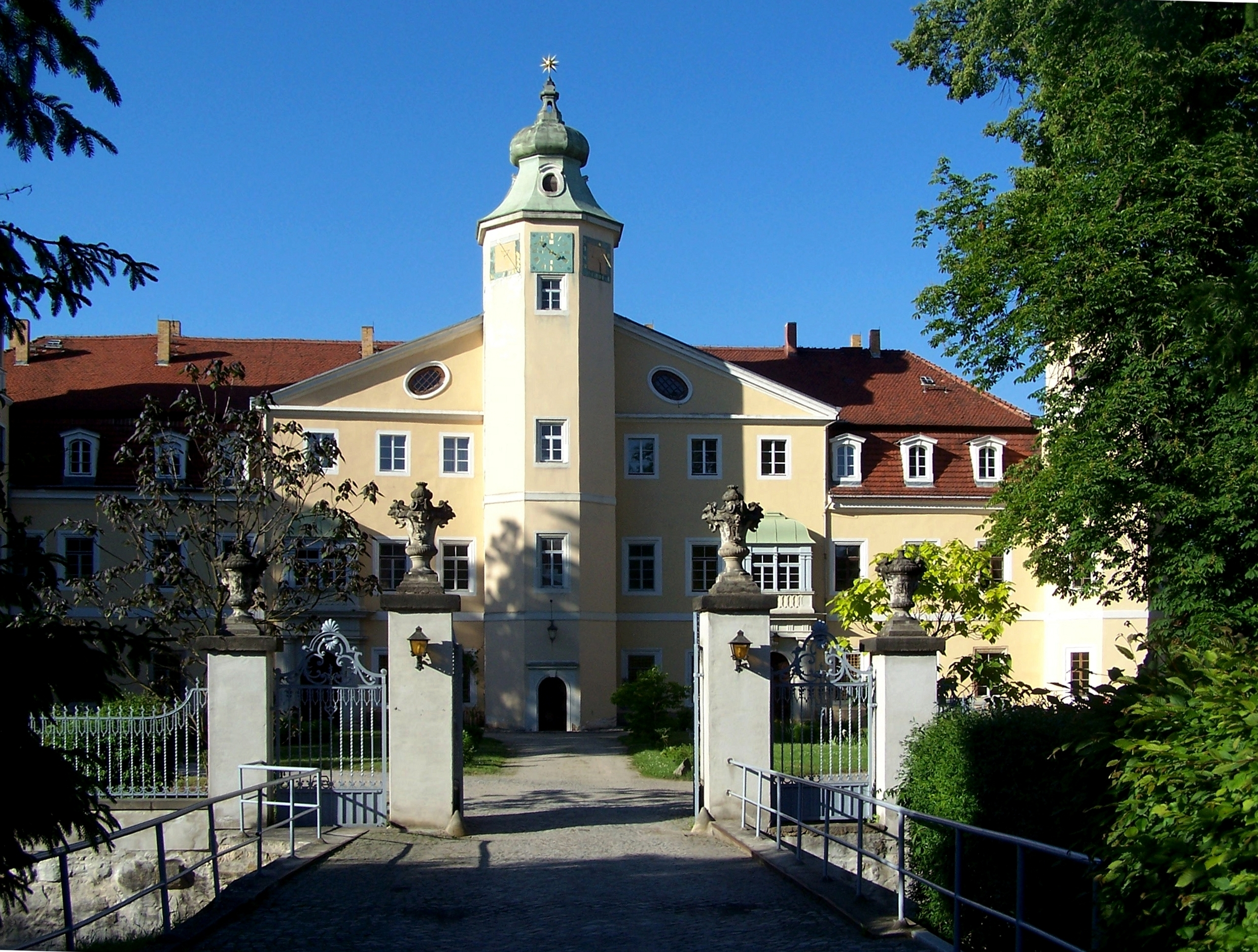
Castello di Hermsdorf

La principessa Anna Luisa nacque il 19 febbraio 1871 nel castello di Hermsdorf, presso Ottendorf-Okrilla, come figlia minore ed unica femmina del principe Giorgio di Schönburg-Waldenburg (1828-1900) e della principessa Luisa (1844-1922), figlia del principe Adolfo di Bentheim-Tecklenburg. Insieme ai suoi fratelli Ermanno (1865-1943) e Ulrico (1869-1939), trascorse la sua infanzia a Hermsdorf e Schneeberg.
Le fu permesso di avere una propria stanza solo dall'età di otto anni, poiché in precedenza era sotto la stretta supervisione di una tata. All'età di sei anni fu educata per la prima volta insieme al fratello Ulrico e ai figli del Rittmeister von Hoffmann e del guardaboschi von Obereigner. Uno dei suoi insegnanti efura il pastore Arnold Braue, che in seguito fu nominato sovrintendente generale a Rudolstadt. La sua formazione comprendeva anche lezioni di musica e disegno. Anna Luisa imparò a suonare il violino e dal 1879 imparò a suonare il pianoforte con sua madre. Il paesaggista Oskar Schütz e il ritrattista Heinrich Schönchen le impartirono lezioni di pittura e disegno. Dal momento che suo padre allevava cavalli, imparò l'arte di cavalcare per la prima volta da bambina.
Al fine di acquisire la giusta condotta e comportamento negli ambienti aristocratici, la madre assunse il controllo della sua educazione in modo che Anna Luisa potesse prepararsi nel miglior modo possibile per il suo futuro compito di rappresentante della società principesca. Accompagnava sua madre a visite di cortesia, ore del te, eventi culturali e di beneficenza.
Il suo primo amore fu il conte Pückler, un amico di studi di suo fratello Ermanno. Ma poiché doveva sposarsi adeguatamente secondo il suo rango, il conte le fu negato.

### Principessa di Schwarzburg-Rudolstadt

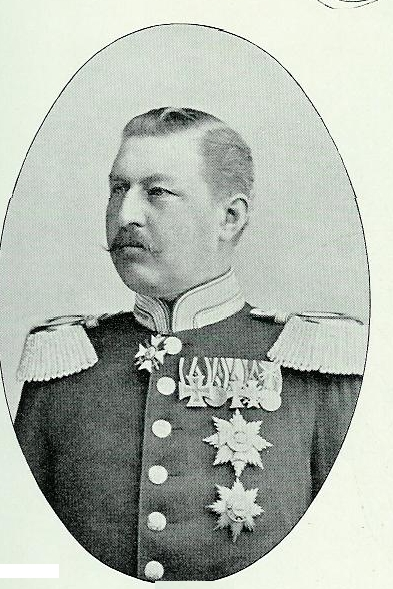
Günther Victor, principe di Schwarzburg

L'8 novembre 1891 Anna Luisa si fidanzò con suo cugino Günther Victor di Schwarzburg-Rudolstadt, di 19 anni maggiore di lei, dopo che il fidanzamento di quest'ultimo con Luisa di Sassonia-Altenburg era stato rotto da entrambe le parti. Il matrimonio combinato nel gruppo familiare avvenne il 9 dicembre 1891 a Rudolstadt, con rito civile nella sala rossa del castello di Heidecksburg, mentre il rito religioso ebbe luogo nella chiesa del castello (oggi:Galleria delle porcellane). 130 ospiti parteciparono ai festeggiamenti.
Sei mesi dopo il matrimonio, la gravidanza fu annunciata con gioia. Ciò sembrava assicurare la successione al principato. Tuttavia, al settimo mese sorsero complicazioni e il 1 settembre 1892 Anna Luisa partorì un bambino nato morto. Era forte e teoricamente vitale, ma a causa di un minaccioso distacco, il bambino morì nel grembo materno. La principessa si ammalò quindi di febbre puerperale, associata a pleurite e infiammazione addominale, nonché paralisi cardiaca parziale. Le conseguenze a lungo termine impedirono future gravidanze, causando una catastrofe dinastica per la casata principesca.
L'aborto segnò Anna Luisa, avendo effetti anche nel suo aspetto. Contrariamente alla moda del tempo, portava i capelli corti e spesso i suoi vestiti non corrispondevano al gusto prevalente. Harry Graf Kessler descrisse ciò di lei "... la principessa di Schwarzburg, una donna favolosamente inelegante con una camicetta bianca e capelli tagliati che assomiglia a Maximilian Harden ...".
Politicamente, la principessa si è trattenne il più lontano possibile, ben consapevole degli affari politici quotidiani. Solo dopo il 1914 il suo ruolo sarebbe cambiato radicalmente.
Il suo matrimonio con Günther Victor, le fece inevitabilmente assumere il ruolo di "madre del paese". Fu responsabile del patrocinio di varie istituzioni e associazioni senza scopo di lucro. Ad esempio, nel 1893 sostenne l'istituzione di un servizio di assistenza agli anziani e ai poveri a Quittelsdorf e nel 1901 quella della "casa di cura Anna Luisa" a Bad Blankenburg. Presenziava anche a numerosi manifestazioni di guerra, civili o di tutela, nonché nelle inaugurazioni di edifici pubblici, come il monumento di Kyffhäus a Bad Frankenhausen.
Nel 1906 Anna Luisa incontrò Henry van de Velde, fondatore della scuola di arti e mestieri di Weimar, al castello di Schwarzburg, e da allora fu un graditissimo ospite della famiglia principesca. Gli diedero persino rifugio nella fagianeria nei pressi di Schwarzburg, che egli arredò secondo i suoi progetti. Sebbene la principessa avesse un gusto artistico abbastanza conservatore, era molto aperta al lavoro di van de Velde. Nel maggio 1907 si recò per la prima volta a Weimar per visitare questo straordinario artista. Su invito del principe per la cerimonia di acquisizione del governo nel principato di Schwarzburg-Sondershausen, Henry van de Velde seguì la coppia principesca nella residenza reale di Sondershausen nel 1909.

### Principessa di Schwarzburg-Sondershausen
Dopo la morte del principe Karl Günther von Schwarzburg-Sondershausen e la conseguente estinzione della linea maschile di Sondershausen, Günther Victor assunse anche il governo di questo principato nel 1909 in unione personale. Così Anna Luise ricevette anche il titolo di principessa di Schwarzburg-Sondershausen.
Da quel momento in poi, la coppia reale ebbe sei diverse residenze, che dovevano cambiare regolarmente ogni due mesi circa.
Al fine di garantire la continuità del casato di Schwarzburg, il principe Sizzo von Leutenberg fu nominato successore dalla legge del 1 giugno 1896 e riconosciuto come membro della linea maschile degli Schwarzburg. Da allora gli fu permesso di chiamarsi "principe di Schwarzburg". Tuttavia, nel corso del tempo, il rapporto tra i pro-cugini Sizzo e Günther Victor si deteriorò. Sizzo si sentiva sempre svantaggiato, senza alcun motivo valido. Una disputa, che si scatenò anche sulla stampa, indusse il principe a negare a Sizzo di soggiornare nei castelli di Rudolstadt e Schwarzburg e, nel 1910, gli fu permesso di definirsi, "principe di Schwarzburg" solo per decreto. Nel 1918, il conflitto si intensificò al punto che si riuscì a raggiungere un accordo solo attraverso gli avvocati.
A causa dei nervi fragili del marito e dei suoi problemi circolatori e cardiaci, Anna Luisa dovette adeguare il più possibile la sua routine quotidiana allo stato di salute del marito. Viaggiava spesso con Günther Victor per le cure prescritte dal medico. Nei momenti tranquilli in cui suo marito era a caccia, si prendeva il tempo di scrivere, leggere e dedicarsi alla sua attività preferita, la fotografia.

### La fine della monarchia
Nel corso della rivoluzione di novembre del 1918, Günther Victor abdicò come ultimo principe federale il 23 novembre come principe di Schwarzburg-Rudolstadt e il 25 novembre come principe di Schwarzburg-Sondershausen. Successivamente, la coppia principesca mantenne i castelli di Schwarzburg e Rathsfeld con le terre associate e il diritto di residenza nei castelli residenziali di Heidecksburg e Sondershausen. Lo stato della Turingia garantì loro un'indennità annuale ragionevole. Gran parte del patrimonio e dei beni d'arte furono trasferiti alla "Fürst-Günther-Stiftung", costituita il 22 novembre 1918.
Anna Luisa riuscì ad accettare la forzata perdita di importanza e con il cuore pesante solo dopo molto tempo. Secondo lei, gli attuali governanti volevano solo mantenerli come "rarità storiche". La questione del risarcimento da parte della casata principesca che lo stato della Turingia avrebbe dovuto pagare non fu infine mai risolta.
Il 16 aprile 1925 Günther Victor morì nel castello di Sondershausen dopo una lunga malattia. Il marito l'aveva nominata unica erede, così che lei dovette continuare la disputa legale con Sizzo. Anche dopo la morte di Sizzo nel 1926, Anna Luisa escluse l'adozione del suo unico figlio Friedrich Günther, mentre continuava la battaglia legale del padre contro di lei. Nel 1942, l'ultima principessa di Schwarzburg decise di adottare il principe Guglielmo di Schönburg-Waldenburg, il figlio più giovane di suo fratello Ulrico.
Nel 1945 la maggior parte del patrimonio e dei beni degli Schwarzburg fu espropriata e trasferito alla proprietà pubblica. Tuttavia, fino alla sua morte nel 1951, le fu permesso di soggiornare nel palazzo residenziale di Sondershausen. Fu uno dei tre membri delle ex case regnanti che divennero cittadini della Repubblica Democratica Tedesca nel 1949, insieme al duca Ernesto II di Sassonia-Altenburg, l'unico dei principi federali tedeschi a governare fino al 1918, e all'ex duchessa Adelaide di Sassonia-Altenburg.

## Ascendenza
|                                                      |                                             |                                                       | Genitori                                                 |  |  | Nonni |  |  | Bisnonni                                       |  |  | Trisnonni                              |  |
|                                                      |                                             |                                                       |                                                          |  |  |       |  |  | Ottone, principe, conte e signore di Schönburg |  |  | Alberto, conte di Schönburg-Waldenburg |  |
|                                                      |                                             |                                                       |                                                          |  |  |       |  |  | Ottone, principe, conte e signore di Schönburg |  |  | Alberto, conte di Schönburg-Waldenburg |  |
|                                                      |                                             | Friederike von der Marwitz                            |                                                          |  |  |       |  |  | Ottone, principe, conte e signore di Schönburg |  |  |                                        |  |
| Ottone Vittorio, 2º principe di Schönburg-Waldenburg |                                             |                                                       |                                                          |  |  |       |  |  | Ottone, principe, conte e signore di Schönburg |  |  |                                        |  |
|                                                      |                                             | contessa Enrichetta di Reuss-Köstritz                 | Enrico XXIII di Reuss-Köstritz                           |  |  |       |  |  |                                                |  |  |                                        |  |
|                                                      |                                             | contessa Enrichetta di Reuss-Köstritz                 | Enrico XXIII di Reuss-Köstritz                           |  |  |       |  |  |                                                |  |  |                                        |  |
|                                                      |                                             | contessa Enrichetta di Reuss-Köstritz                 | contessa Ernestina di Schönburg-Wechselburg              |  |  |       |  |  |                                                |  |  |                                        |  |
| principe Giorgio di Schönburg-Waldenburg             |                                             | contessa Enrichetta di Reuss-Köstritz                 |                                                          |  |  |       |  |  |                                                |  |  |                                        |  |
|                                                      |                                             | Luigi Federico II, principe di Schwarzburg-Rudolstadt | Federico Carlo, principe di Schwarzburg-Rudolstadt       |  |  |       |  |  |                                                |  |  |                                        |  |
|                                                      |                                             | Luigi Federico II, principe di Schwarzburg-Rudolstadt | Federico Carlo, principe di Schwarzburg-Rudolstadt       |  |  |       |  |  |                                                |  |  |                                        |  |
|                                                      |                                             | Luigi Federico II, principe di Schwarzburg-Rudolstadt | principessa Augusta di Schwarzburg-Rudolstadt            |  |  |       |  |  |                                                |  |  |                                        |  |
| principessa Tecla di Schwarzburg-Rudolstadt          |                                             | Luigi Federico II, principe di Schwarzburg-Rudolstadt |                                                          |  |  |       |  |  |                                                |  |  |                                        |  |
|                                                      |                                             | langravia Carolina Luisa di Assia-Homburg             | Federico V, langravio d'Assia-Homburg                    |  |  |       |  |  |                                                |  |  |                                        |  |
|                                                      |                                             | langravia Carolina Luisa di Assia-Homburg             | Federico V, langravio d'Assia-Homburg                    |  |  |       |  |  |                                                |  |  |                                        |  |
|                                                      |                                             | langravia Carolina Luisa di Assia-Homburg             | langravia Carolina d'Assia-Darmstadt                     |  |  |       |  |  |                                                |  |  |                                        |  |
| principessa Anna Luisa di Schönburg-Waldenburg       |                                             | langravia Carolina Luisa di Assia-Homburg             |                                                          |  |  |       |  |  |                                                |  |  |                                        |  |
|                                                      | Emilio, 1º principe di Bentheim-Tecklenburg | Maurizio Casimiro II, conte di Bentheim-Tecklenburg   |                                                          |  |  |       |  |  |                                                |  |  |                                        |  |
|                                                      | Emilio, 1º principe di Bentheim-Tecklenburg | Maurizio Casimiro II, conte di Bentheim-Tecklenburg   |                                                          |  |  |       |  |  |                                                |  |  |                                        |  |
|                                                      | Emilio, 1º principe di Bentheim-Tecklenburg | contessa Elena di Sayn-Wittgenstein-Berleburg         |                                                          |  |  |       |  |  |                                                |  |  |                                        |  |
| principe Adolfo di Bentheim-Tecklenburg              | Emilio, 1º principe di Bentheim-Tecklenburg |                                                       |                                                          |  |  |       |  |  |                                                |  |  |                                        |  |
|                                                      |                                             | contessa Luisa di Sayn-Wittgenstein-Hohenstein        | Giovanni Ludovico, conte di Sayn-Wittgenstein-Hohenstein |  |  |       |  |  |                                                |  |  |                                        |  |
|                                                      |                                             | contessa Luisa di Sayn-Wittgenstein-Hohenstein        | Giovanni Ludovico, conte di Sayn-Wittgenstein-Hohenstein |  |  |       |  |  |                                                |  |  |                                        |  |
|                                                      |                                             | contessa Luisa di Sayn-Wittgenstein-Hohenstein        | contessa Federica di Pückler und Limpurg                 |  |  |       |  |  |                                                |  |  |                                        |  |
| principessa Luisa di Bentheim-Tecklenburg            |                                             | contessa Luisa di Sayn-Wittgenstein-Hohenstein        |                                                          |  |  |       |  |  |                                                |  |  |                                        |  |
|                                                      |                                             | Enrico LXVII, principe di Reuss-Gera                  | Enrico XLII di Reuss-Schleiz                             |  |  |       |  |  |                                                |  |  |                                        |  |
|                                                      |                                             | Enrico LXVII, principe di Reuss-Gera                  | Enrico XLII di Reuss-Schleiz                             |  |  |       |  |  |                                                |  |  |                                        |  |
|                                                      |                                             | Enrico LXVII, principe di Reuss-Gera                  | principessa Carolina di Hohenlohe-Kirchberg              |  |  |       |  |  |                                                |  |  |                                        |  |
| principessa Anna di Reuss-Gera                       |                                             | Enrico LXVII, principe di Reuss-Gera                  |                                                          |  |  |       |  |  |                                                |  |  |                                        |  |
|                                                      |                                             | principessa Adelaide di Reuss-Ebersdorf               | Enrico LI. principe di Reuss-Ebersdorf                   |  |  |       |  |  |                                                |  |  |                                        |  |
|                                                      |                                             | principessa Adelaide di Reuss-Ebersdorf               | Enrico LI. principe di Reuss-Ebersdorf                   |  |  |       |  |  |                                                |  |  |                                        |  |
|                                                      |                                             | principessa Adelaide di Reuss-Ebersdorf               | contessa Luisa di Hoym                                   |  |  |       |  |  |                                                |  |  |                                        |  |
|                                                      |                                             | principessa Adelaide di Reuss-Ebersdorf               |                                                          |  |  |       |  |  |                                                |  |  |                                        |  |